# مناخ القارة القطبية الجنوبية
أنتاركتيكا هي أبرد مكان على الأرض. أبرد درجة حرارة طبيعية سجلت على سطح الأرض كانت 89.2- درجة في محطة فوستوك الروسية في أنتاركتيكا يوم 21 يوليو 1983. للمقارنة، وهذا أبرد ب 11 درجة مئوية (20 درجة فهرنهايت) من تسامي الثلج الجاف.

## المناخ حسب المناطق
أنتاركتيكا عبارة عن صحراء مجمدة مع هطول قليل الأمطار ؛ القطب الجنوبي نفسه يستقبل أقل من 10 سنتيمتر في السنة في المتوسط. تصل درجة الحرارة إلى الحد الأدنى من بين 80- و 90- درجة في المناطق الداخلية في فصل الشتاء، والوصول إلى الحد الأقصى من بين 5 و 15 درجة بالقرب من الساحل في فصل الصيف. حروق الشمس وغالبا ما يكون مسألة صحية على سطح الجليد يعكس كلها تقريبا من الأشعة فوق البنفسجية التي تقع على ذلك.
شرق القارة القطبية الجنوبية هي أكثر برودة من نظيره الغربي بسبب ارتفاعه العالي. نادرا مع تخترق القارة جبهة هوائية بعمق الآن، تاركه المركز البارد والجاف. على الرغم من قلة هطول الأمطار على مدى جزء من وسط القارة، يستمر الثلج هناك لفترات زمنية ممتدة. تساقط الثلوج الغزيرة ليست غير شائعا في الجزء الساحلي للقارة، وقد سجل تساقط الثلوج لمدة تصل إلى 1.22 متر في غضون 48 ساعة.
على حافة القارة، هناك رياح كتباتيكية قوية قبالة الهضبة القطبية غالبا ما تهب في قوة العاصفة. في الداخل، ومع ذلك، عادة ما تكون سرعة الرياح معتدلة. خلال الصيف، ومزيد من الاشعاع الشمسي تصل إلى السطح خلال الأيام واضحة في القطب الجنوبي من على خط الاستواء بسبب ال 24 ساعة من الشمس كل يوم في القطب.
والقطب الجنوبي أكثر برودة من القطب الشمالي وذلك لسببين. أولا، إن الكثير من القارة أعلى بأكثر من 3 كم فوق سطح البحر، وتنخفض درجة الحرارة مع الارتفاع. وثانيا، إن المحيط المتجمد الشمالي يغطي منطقة القطب الشمالي : وينتقل دفء المحيط النسبي من خلال icepack ويمنع درجات الحرارة في القطب الشمالي من الوصول إلى النهايات النموذجية لأرض القارة القطبية الجنوبية.

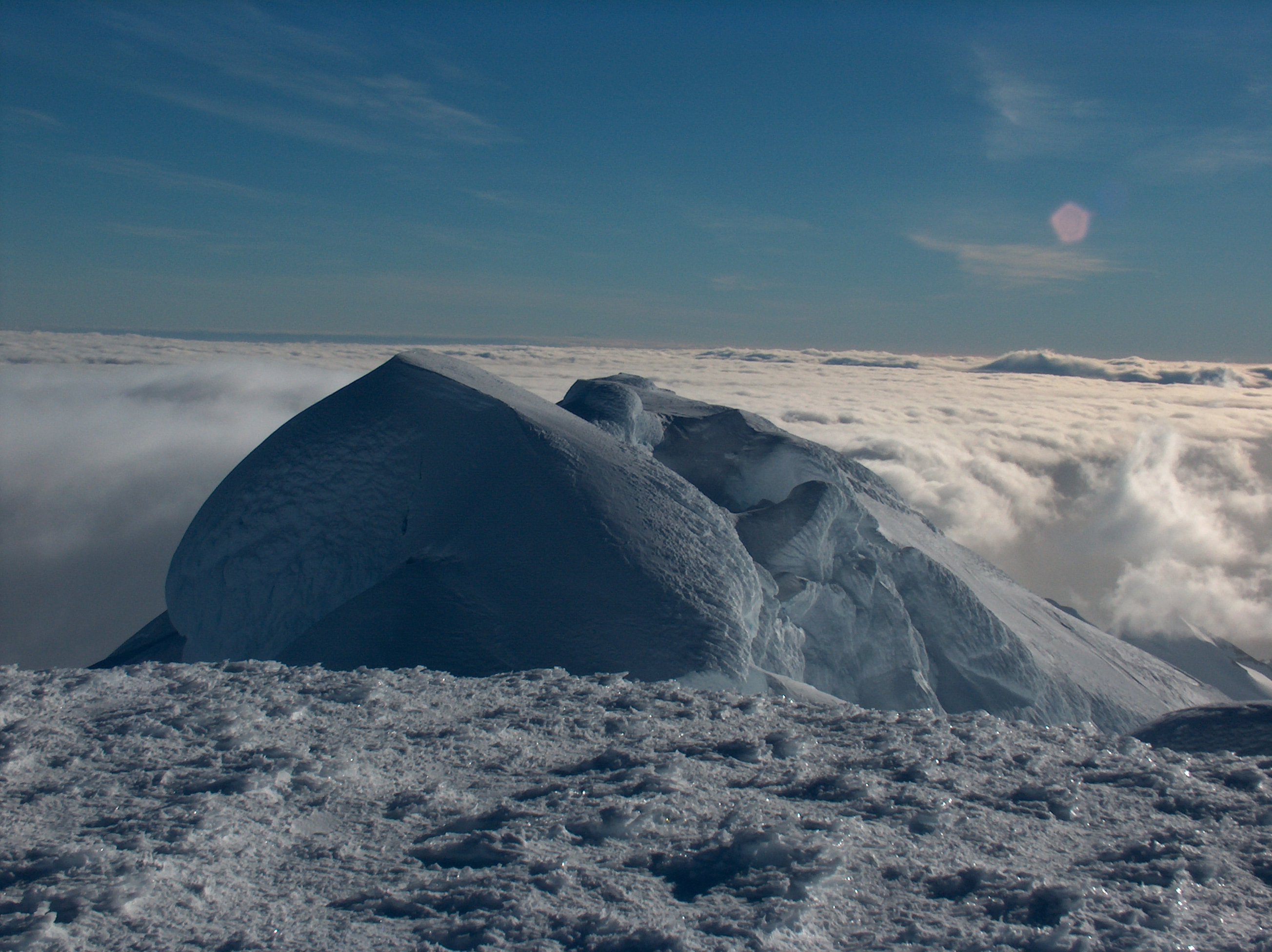
جبل جليدي

تعطي خطوط العرض فترات طويلة من الدوام للظلام أو لضوء الشمس مما يخلق مناخات غير مألوفة للبشر في كثير من أنحاء العالم. الشفق القطبي، المعروف باسم الأضواء الجنوبية، وتوهج لوحظ في السماء ليلا قرب القطب الجنوبي والتي أوجدتها البلازما الكاملة الرياح الشمسية ليالي التي تمر بها الأرض. آخر مشهد فريد هو غبار الماس، على مستوى الأرض سحابة مكونة من بلورات الثلج الصغيرة. فإنه يشكل عادة تحت سماء واضحة على خلاف ذلك أو ما يقرب من الواضح، حتى يتمكن الناس في بعض الأحيان أيضا أن أشير إلى أنها واضحة لهطول الأمطار السماء. ألف كلب الشمس، في الغلاف الجوي المتكرر لهذه الظاهرة البصرية، هو مشرق «بقعة» بجانب الشمس الحقيقية.

## غطاء الجليد
| بيانات عن القارة القطبية الجنوبية (من دريوري، 1983)                      | بيانات عن القارة القطبية الجنوبية (من دريوري، 1983) | بيانات عن القارة القطبية الجنوبية (من دريوري، 1983) | بيانات عن القارة القطبية الجنوبية (من دريوري، 1983) | بيانات عن القارة القطبية الجنوبية (من دريوري، 1983) | بيانات عن القارة القطبية الجنوبية (من دريوري، 1983) |
| المساحة                                                                  | النطاق (km²)                                        | النسبة                                              | سمك الجليد (m)                                      | الحجم (km³)                                         | النسبة                                              |
| ------------------------------------------------------------------------ | --------------------------------------------------- | --------------------------------------------------- | --------------------------------------------------- | --------------------------------------------------- | --------------------------------------------------- |
| الجليد الداخلي                                                           | 11,965,700                                          | 85.97                                               | 2,450                                               | 29,324,700                                          | 97.39                                               |
| الجروف الجليدية                                                          | 1,541,710                                           | 11.08                                               | 475                                                 | 731,900                                             | 2.43                                                |
| ارتفاع الثلج                                                             | 78,970                                              | .57                                                 | 670                                                 | 53,100                                              | .18                                                 |
| الأنهار الثلجية (المجموع)                                                | 13,586,380                                          |                                                     | 2,160                                               | 30,109,800¹                                         |                                                     |
| النتوء الصخرية                                                           | 331,690                                             | 2.38                                                |                                                     |                                                     |                                                     |
| انتاركتيكا (المجموع)                                                     | 13,918,070                                          | 100.00                                              | 2,160                                               | 30,109,800¹                                         | 100.00                                              |
| إجمالي حجم الجليد يختلف عن مجموع الأجزاء المكونة لفرد تم تقريب الأرقام¹. |                                                     |                                                     |                                                     |                                                     |                                                     |

| بيانات الجليد الإقليمية (من دريوري وآخرون، 1982 ؛ دريوري، 1983) | بيانات الجليد الإقليمية (من دريوري وآخرون، 1982 ؛ دريوري، 1983) | بيانات الجليد الإقليمية (من دريوري وآخرون، 1982 ؛ دريوري، 1983) | بيانات الجليد الإقليمية (من دريوري وآخرون، 1982 ؛ دريوري، 1983) |
| المنطقة                                                         | النطاق (km²)                                                    | سمك الجليد (m)                                                  | الحجم (km³)                                                     |
| شرق انتاركتيكا                                                  |                                                                 |                                                                 |                                                                 |
| --------------------------------------------------------------- | --------------------------------------------------------------- | --------------------------------------------------------------- | --------------------------------------------------------------- |
| الثلج الداخلي                                                   | 9,855,570                                                       | 2,630                                                           | 25,920,100                                                      |
| الجروف الجليدية                                                 | 293,510                                                         | 400                                                             | 117,400                                                         |
| ارتفاع الثلج                                                    | 4,090                                                           | 400                                                             | 1,600                                                           |
| غرب انتاركتيكا (باستثناء شبه الجزيرة القطبية الجنوبية)          |                                                                 |                                                                 |                                                                 |
| جرف غرب انتاركتيكا                                              | 1,809,760                                                       | 1,780                                                           | 3,221,400                                                       |
| الجروف الجليدية                                                 | 104,860                                                         | 375                                                             | 39,300                                                          |
| ارتفاع الثلج                                                    | 3,550                                                           | 375                                                             | 1,300                                                           |
| شبه الجزيرة القطبية الجنوبية                                    |                                                                 |                                                                 |                                                                 |
| الجليد الداخلي                                                  | 300,380                                                         | 610                                                             | 183,200                                                         |
| الجروف الجليدية                                                 | 144,750                                                         | 300                                                             | 43,400                                                          |
| ارتفاع الثلج                                                    | 1,570                                                           | 300                                                             | 500                                                             |
| الجرف الجليدي روس                                               |                                                                 |                                                                 |                                                                 |
| جرف جليدي                                                       | 525,840                                                         | 427                                                             | 224,500                                                         |
| ارتفاع الثلج                                                    | 10,320                                                          | 500                                                             | 5,100                                                           |
| الجرف الجليدي فليتشر رون                                        |                                                                 |                                                                 |                                                                 |
| جرف جليدي                                                       | 472,760                                                         | 650                                                             | 307,300                                                         |
| ارتفاع الثلج                                                    | 59,440                                                          | 750                                                             | 44,600                                                          |

## وصلات خارجية

### المناخ
- Climate data from Antarctic surface stations with trends
- Temperature data from the READER project
- A pamphlet about the weather and climate of Antarctica
- Information concerning recent ice shelf calving
- (unreliable) maps of snowfall and temperature
- Temperature statistics at the Amundsen-Scott station on the South Pole
- Warmer temperatures, more snow...
- Antarctica's central ice cap grows while glaciers melt
- "AWS and AMRC Real-Time Weather Observations and Data". University of Wisconsin-Madison's Antarctic Weather Stations Project and Antarctic Meteorological Research Center. مؤرشف من الأصل في 2010-07-27. اطلع عليه بتاريخ May 31 2005. {{استشهاد ويب}}: تحقق من التاريخ في: |تاريخ الوصول= (مساعدة) والوسيط غير المعروف |dateformat= تم تجاهله (مساعدة)

### التغير المناخي في انتاركتيكا
- http://www.antarctica.ac.uk/Key_Topics/Climate_Change/Climate_Change_Position.html
- http://www.antarctica.ac.uk/Key_Topics/IceSheet_SeaLevel/ice_shelf_loss.html

### ثلج انتاركتيكا
- "Sea Ice Index - Trends in extent - Southern Hemisphere (Antarctic)". National Snow and Ice Data Center. مؤرشف من الأصل في 2019-12-10. اطلع عليه بتاريخ Jan 09 2009. {{استشهاد ويب}}: تحقق من التاريخ في: |تاريخ الوصول= (مساعدة) والوسيط غير المعروف |dateformat= تم تجاهله (مساعدة)
- "Coastal-Change and Glaciological Maps of Antarctica". USGS Fact Sheet 2005-3055. مؤرشف من الأصل في 2019-01-18. اطلع عليه بتاريخ May 31 2005. {{استشهاد ويب}}: تحقق من التاريخ في: |تاريخ الوصول= (مساعدة) والوسيط غير المعروف |dateformat= تم تجاهله (مساعدة)
- "Coastal-Change and Glaciological Maps of Antarctica". USGS Fact Sheet 050-98. مؤرشف من الأصل في 2005-02-06. اطلع عليه بتاريخ February 28 2005. {{استشهاد ويب}}: تحقق من التاريخ في: |تاريخ الوصول= (مساعدة) والوسيط غير المعروف |dateformat= تم تجاهله (مساعدة)
  - "Coastal-change and glaciological map of the Eights Coast area, Antarctica; 1972-2001". U.S. Geological Survey Scientific Investigations Series Map, I-2600-E. مؤرشف من الأصل في 2018-12-15. اطلع عليه بتاريخ February 28 2005. {{استشهاد ويب}}: تحقق من التاريخ في: |تاريخ الوصول= (مساعدة) والوسيط غير المعروف |dateformat= تم تجاهله (مساعدة)
  - "Coastal-change and glaciological map of the Bakutis Coast area, Antarctica; 1972-2002". U.S. Geological Survey Scientific Investigations Series Map, I-2600-F. مؤرشف من الأصل في 2018-12-15. اطلع عليه بتاريخ February 28 2005. {{استشهاد ويب}}: تحقق من التاريخ في: |تاريخ الوصول= (مساعدة) والوسيط غير المعروف |dateformat= تم تجاهله (مساعدة)
  - "Coastal-change and glaciological map of the Saunders Coast area, Antarctica; 1972-1997". U.S. Geological Survey Scientific Investigations Series Map, I-2600-G. مؤرشف من الأصل في 2018-12-15. اطلع عليه بتاريخ February 28 2005. {{استشهاد ويب}}: تحقق من التاريخ في: |تاريخ الوصول= (مساعدة) والوسيط غير المعروف |dateformat= تم تجاهله (مساعدة)
- "Satellite Image Atlas of Glaciers of the World -- Antarctica". U.S. Geological Survey Professional Paper 1386-B. مؤرشف من الأصل في 2008-07-23. اطلع عليه بتاريخ February 28 2005. {{استشهاد ويب}}: تحقق من التاريخ في: |تاريخ الوصول= (مساعدة) والوسيط غير المعروف |dateformat= تم تجاهله (مساعدة)